# Fanny (Schiff, 1927)
Die Fanny ist ein ungarisches Fahrgastschiff, das zeitweise auch in Deutschland beheimatet war.

## Geschichte
Laut Dieter Schubert wurde das Schiff 1927 in Ungarn als Minenleger gebaut und erhielt zunächst den Namen Maros. Ende der 1950er Jahre wurde das Schiff dann in Deggendorf zum Motorschlepper umgebaut und 1966/67 erfolgte ein Umbau zum Fahrgastschiff. 1976 wurde das Schiff nach Schuberts Angaben in Irlbach um zehn Meter verlängert. Bis 1986 fuhr das Schiff für Wurm & Köck in Passau, so Schubert, dann kam es als Motorschiff Hohe Nau zur Regensburger Personenschifffahrt Klinger. Im Jahr 2000 befand es sich laut Schubert noch dort. Er gibt eine Länge von 36,5 Metern, eine Breite von 5,5 Metern und einen Tiefgang von 1,1 Metern an. Das Schiff war laut Schubert damals für die Beförderung von 250 Personen zugelassen und verfügte über eine Maschinenleistung von 350 PS. Wann der Namenswechsel von Maros zu Hohe Nau erfolgte, gibt Schubert nicht an. Er kann aber nicht erst mit dem Wechsel zu Klinger stattgefunden haben, weil schon Günter Benja das Schiff im Jahr 1975 als Hohe Nau kennt.
Die Hohe Nau fuhr damals, neben den Schiffen Agnes Bernauer und Batavia, für die Donau-Personenschiffahrt Regensburg-Passau Ludwig Wurm KG. Benja gibt als Maße vor dem Umbau von 1976 eine Länge von 29 Metern und eine Breite von 5,1 Metern bei einem Tiefgang von 1 Meter an. Die Hohe Nau wurde laut Benja in Budapest gebaut; eine Bauwerft gibt er nicht an. Dafür weiß er zu berichten, dass das Schiff im Jahr 1975 mit 280 PS motorisiert war, eine Geschwindigkeit von 16 km/h erreichen konnte und 214 Fahrgäste befördern durfte. Beim Vergleich der Abbildungen des Schiffes bei Schubert und Benja ist deutlich zu erkennen, dass das Schiff nach 1975 nicht nur verlängert wurde, sondern dass auch die Aufbauten stark verändert wurden.
Im Binnenschifferforum findet sich die Angabe, dass die Maros einst unter der Baunummer 1393 bei Ganz & Co. Danubius Machine-, Waggon- & Shipyard Co. Ltd., Budapest/Újpest gebaut worden sei. Der Minenleger sei gegen Ende des Zweiten Weltkriegs auf der niederbayerischen Donau in die Hände der US-Streitkräfte gefallen und 1949 zur Reederei Wallner in Deggendorf gekommen, wo das Schiff den Namen Hohe Nau bekommen habe. Ludwig Wurm in Irlbach, der nächste Besitzer, habe das Schiff ab 1959 als Schlepper genutzt; der Umbau zum Fahrgastschiff sei ohne Zuhilfenahme einer Werft vorgenommen worden. 1975 sei das Schiff auf 38 Meter verlängert worden. Bei Klinger in Regensburg sei es von 1986 bis 2005 gewesen, danach habe es nach dem Verkauf an Fehérhajó Plussz Kft in Budapest den Namen Fanny erhalten. 2008 habe es erneut den Besitzer gewechselt und sei an Jónás és Társa Hajózási Kft in Budapest übergegangen. Seit 2015 gehöre es dem Unternehmen Portum Lines. Die Informationen zu dem Schiff sind im Binnenschifferforum auf zwei Threads aufgeteilt, die einander zum Teil widersprechen: Während im Thread zu der Hohen Nau eine Schiffslänge von 38 Metern angegeben und sowohl über das Baujahr als auch über die höchste zulässige Fahrgastzahl diskutiert wird, findet sich im Thread zur Fanny die Behauptung, das Schiff sei nur 30 Meter lang, aber 5,20 Meter breit. Fotografien aus dem Jahr 2018 zeigen die Fanny mit Aufschriften, nach denen das Schiff 36,75 Meter lang und 4,97 Meter breit ist und noch 150 Personen befördern darf.